# Batmobile (gruppo musicale)
I Batmobile sono un gruppo psychobilly originario dei Paesi Bassi, i cui componenti vengono da Rotterdam e Breda, e iniziarono il progetto nel 1983. Sono stati uno dei gruppi che meglio hanno venduto nell'ambito dello psychobilly, e sono l'unico gruppo del medesimo genere ad essere ancora attivo con la formazione originale.

## Carriera
I Batmobile vennero fondati nel 1983. Nel 1985 firmarono per l'etichetta Rockhouse, per la quale pubblicarono il loro primo e omonimo (mini) album. Questo portò il gruppo su un piano internazionale, facendo in modo che i Batmobile potessero essere il primo gruppo non inglese ad esibirsi come gruppo principale nei festival psychobilly, come il "London KlubFoot". Il loro secondo album (Bambooland) fu il primo lancio per la propria etichetta chiamata "Count Orlok".
Dopo 17 anni di intensa attività nei tour, il gruppo smise di suonare dal vivo per un po'. Nel 2000 suonarono nel loro ultimo spettacolo alla "New York Rumble". Nel 2003 i Batmobile tornarono sulla scena e ripresero, da lì in poi, ad esibirsi in tour internazionali.

## Formazione
- Jeroen Haamers - voce, chitarra
- Eric Haamers - contrabbasso
- Johnny Zuidhof - batteria, scream

## Discografia

### Album in studio
- 1985 - Batmobile (Kix4U/Rockhouse)
- 1987 - Bambooland (Count Orlok)
- 1988 - Buried Alive (Count Orlok)
- 1988 - Bail Was Set at $6,000,000 (Nervous Records)
- 1989 - Amazons From Outer Space (Count Orlok)
- 1990 - Is Dynamite (Count Orlok)
- 1991 - Sex Starved (Count Orlok)
- 1992 - Hard Hammer Hits (Count Orlok)
- 1993 - Blast From The Past (Count Orlok)
- 1998 - Welcome to the Planet Cheese (Count Orlok)
- 2008 - Cross Contamination Split album with Peter Pan Speedrock (Suburban/People Like You)

### Live
- 2008 - Batmobile live at the KlubFoot 1986 (Anagram/Cherry Red)

### Raccolte
- 1993 - Blast From The Past, The Worst And The Best  (Count Orlok)

### Video
- 2004 - Stomping at the Klubfoot DVD (Anagram/Cherry Red)

### Apparizioni in raccolte
- 1986 - Psycho attack over Europe 1 (Rockhouse)
- 1987 - Psycho attack over Europe 2 (Rockhouse)
- 1987 - Stomping at the Klubfoot 3&4 (Link)
- 1988 - A Fistful of pussies (Anagram Records)
- 1989 - Rock'n'Horreur (Matrix)
- 2006 - AMP-Magazine vol 5 Psychobilly (AMP)
- 2006 - Go Cat Go: A Psychobilly Tribute to The Stray Cats (Baseline Music)